# Homenaje

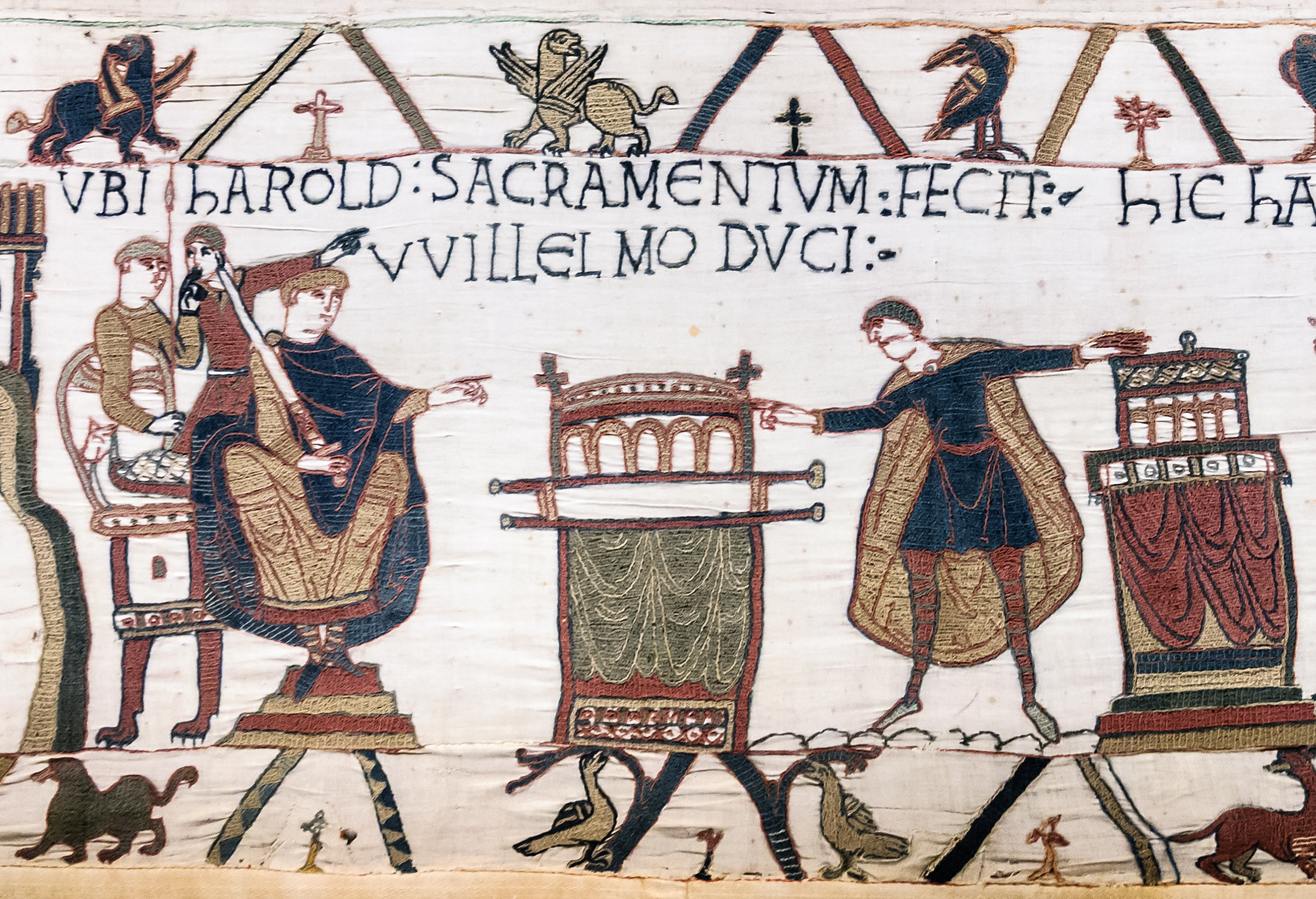
Harold Sacramentum Fecit Willelmo Duci ("Harold hace juramento [o rinde homenaje] al Duque Guillermo" -jurando ante reliquias sagradas-). El incumplimiento del compromiso sellado por este apto (y que en interpretación de Guillermo le daba el trono de Inglaterra) justificó la invasión normanda de 1066. Tapiz de Bayeux.

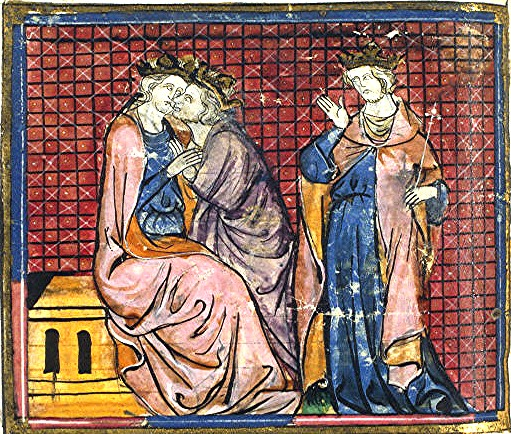
Hommage de Ban et Bohort à Arthur ("Homenaje de Ban y Bohort a Arturo), en una ilustración del Libre de Droit,. Se representa el osculum.

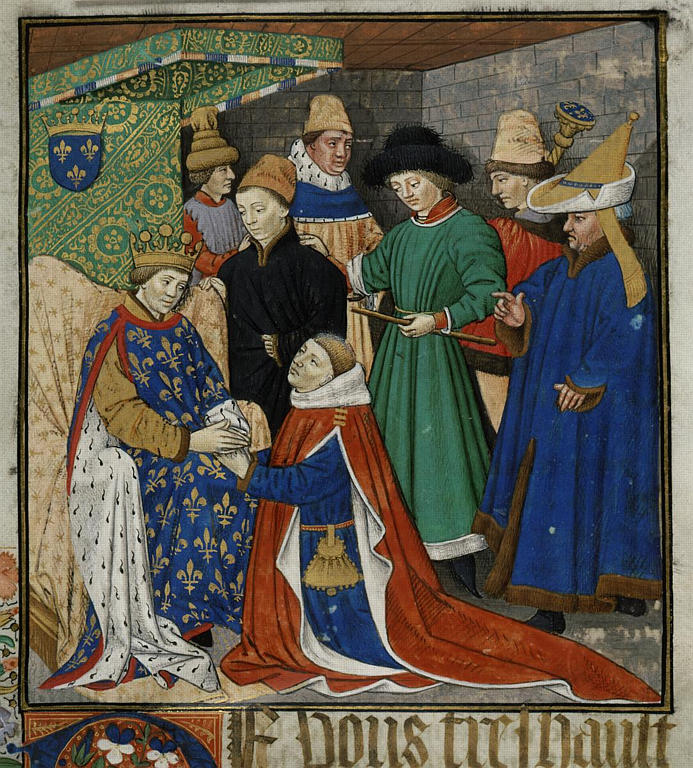
Homenaje rendido a Renato I de Nápoles (René, rey de Jerusalén y Sicilia, duque de Anjou, par de Francia, duque de Bar, conde de Provenza, de Forcalquier y Piémont), por Jean de Sainte-Maure, señor de Montgauguier y Nesle, barón de La Haie-Joullain, por la baronía de La Haie-Joullain en aniño. El vasallo aparece arrodillado y con la cabeza descubierta. El hecho ocurrió un 15 de febrero de 1469. El manuscrito iluminado es de la misma época.

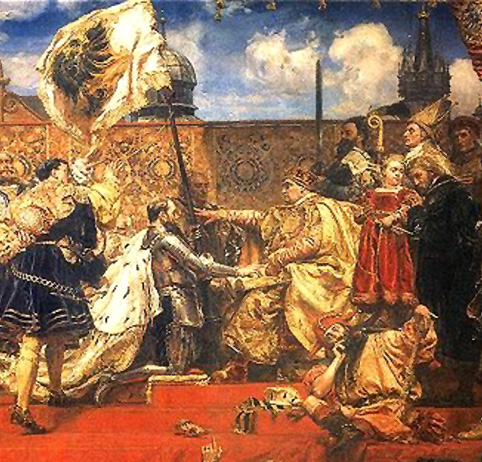
Homenaje prusiano, cuadro de pintura de historia de Jan Matejko (1882). El hecho tuvo lugar en 1525, cuando Alberto I recibe, en condición de vasallo, el ducado de Prusia como feudo del rey Segismundo I de Polonia, en condición de señor.

Un homenaje puede definirse como un tributo público, generalmente a una personalidad con quien uno siente una obligación.  En el contexto del feudalismo y en su extensión en determinados usos durante el Antiguo Régimen, era el primer paso de la ceremonia de homenaje e investidura por la que se establecía un vasallaje. También refiere a la ceremonia completa e, incluso, a los propios conceptos de vasallaje e infeudación y, por extensión de sentido, a cualquier juramento que implicará una obligación de cumplimiento o a los actos de sumisión, veneración y respeto.

## Etimología
Homenaje proveniente del término en francés: hommage,→ en francés: homme,→ en latín: homo, "humano", →vía latín medio homagium; es decir "homenaje" del vasallo, "homo", hacia el señor feudal, "dominus".  Es una palabra que conecta con el término enprovenzal homenatge, basado del latín Hominomaticum .
Se utiliza con el verbo rendir («rendir homenaje» u «homenajear») y con la expresión pleito homenaje.

## Juramento de fidelidad
Se realizaba en un lugar específico, la torre del homenaje del castillo del señor. Consistía en una doble promesa verbal y gestual, ante libros o reliquias sagradas, mediante una serie de gestos muy ritualizados y codificados: el vasallo se arrodillaba, colocaba sus manos en posición vasallo y declaraba: «Je deviens votre homme» («Me hago vuestro hombre»). El señor cerraba las manos sobre las de su vasallo en señal de aceptación (inmixtio manum -véase apretón de manos-), y se daban un beso (osculum).
Etimológicamente proviene del provenzal homenatge, en francés hommage (término con el que se utiliza en la mayor parte de los textos, pues es una institución que se extendió especialmente en ese ámbito lingüístico) y latinizado como homagium. Se ha asociado al significado de homme (hombre); aunque su vinculación con el latín homo es muy tardía (hominaticum -en un texto de 1035-, u hominium).
Recibía diferentes denominaciones debidas a las partes que comprendía: encomendación, investidura, humillación o arrodillamiento -véase proskynesis-, espaldarazo, osculum, inmixtio manuum. También se denominaba sacramentum (no en el sentido de sacramento, sino de juramento) o infeudatio (infeudación, inféodation, enfeoffment).

## Contexto dentro del sistema feudal
Según el libro de derecho e iconografía medieval Espejo Sajón, en el sistema feudal de la Edad Media, un homenaje (Hommage) o alistamiento (Mannschaft) significaba una ceremonia solemne en la que los arrendatarios o vasallos feudales expresaban su lealtad al señor feudal. Era una confirmación simbólica del tratado de vasallaje celebrado entre dos hombres libres. El vasallo aseguraba al señor feudal que él era su “hombre” (homme en francés).
El ritual del contrato consistía en que, el vasallo se arrodillaba y ofrecía sus manos juntas a su amo, quien las tomaba entre las suyas bajo el ritual del “rodeo de manos” (en alemán, Handgang). A menudo esto iba seguido de un beso entre los dos. 
La ceremonia se llevaba a cabo generalmente a través de la iglesia y el contrato-ritual se documentaba. Una declaración pública de cualquiera de los testigos era tan igualmente vinculante como el contrato escrito. Estos contratos también se celebraban entre caballeros y señores feudales. En cualquier disputa legal que pudiera surgir, la iglesia podía actuar como un testigo confiable, porque en general se la consideraba una institución digna de confianza.
El vasallo se encomendaba al señor (de ahí el término commendatio -véase  encomienda, comendador y encomendero- o el de patrocinium -véase patrocinio, patronazgo y patrón-), pero de una manera totalmente diferente a como lo hacía el colono en el colonato romano o el siervo en la servidumbre feudal (cuya condición social era la propia de un campesino); pues el vasallaje se entendía como un contrato sinalagmático entre iguales (nobles ambos). Por tal contrato, el vasallo recibía del señor un feudo (feudum, beneficium, fief) para su mantenimiento (simbolizado en unas hojas de hierba o un puñado de tierra) y quedaba obligado a guardar fidelidad a su señor y darle, cuando este se lo demandara, auxilium et consilium (servicios militares y políticos). El incumplimiento por cualquiera de las partes suponía la ruptura del contrato y obligaciones del vasallaje por incurrir en felonía.
Una de las primeras referencias a la ceremonia de homenaje la hace Eginardo en sus Anales, donde describe el homenaje de Tasilón III de Baviera a Pipino el Breve (año 757):

DCCLVII. Misit Constantinus imperator regi Pippino cum aliis donis organum, qui in Franciam usque pervenit. Et rex Pippinus tenuit placitum suum in Compendio cum Francis; ibique Tassilo venit, dux Baioariorum, in vasatico se commendans per manus, sacramenta iuravit multa et innumerabilia, reliquias sanctorum manus inponens, et fidelitatem promisit regi Pippino et supradictis filiis eius, domno Carolo et Carlomanno, sicut vassus recta mente et firma devotione per iustitiam, sicut vassus dominos suos esse deberet. Sic confirmavit supradictus Tassilo supra corpus sancti Dionisii, Rustici et Eleutherii necnon et sancti Germani seu sancti Martini, ut omnibus diebus vitae eius sic conservaret, sicut sacramentis promiserat; sic et eius homines maiores natu, qui erant cum eo, firmaverunt, sicut dictum est, in locis superius nominatis quam et in aliis multis.
Año 757: El emperador Constantino envió un órgano al rey Pipino junto con otros obsequios, que llegaron hasta Francia. Y el rey Pipino mantuvo su acuerdo en el Compendio con Francisco; y vino Tassilus, el líder de los bayorianos, recomendándose con sus manos en el vasaticus, juró por muchos e innumerables sacramentos, poniendo sus manos sobre las reliquias de los santos, y prometió fidelidad al rey Pipino y a los hijos antes mencionados de él, Lord Charles y Carloman, como un barco con una mente recta y una firme devoción a través de la justicia, como debe ser un barco para sus amos. Así el susodicho Tasilo confirmó sobre el cuerpo de San Dionisio, Rústico y Eleuterio, así como el de San Germán o San Martín, para que así lo conservara todos los días de su vida, como lo había prometido en los sacramentos; Así también sus ancianos, que estaban con él, se establecieron, como está dicho, en los lugares antes mencionados, y en muchos otros lugares."

## Imitaciones y parodias
A imitación de este acto, se establecieron otros juramentos de fidelidad en otras instituciones (eclesiásticos, órdenes militares), e incluso, como parodia o solemnidad invertida, en la brujería (pacto diabólico, osculum infame), en asociaciones delictivas (mafia) y en reconstrucciones literarias (libros de caballerías y el propio Don Quijote de la Mancha). 